# 일본의 만주 침공
일본의 만주 침공은 1931년 9월 18일 만주사변을 일으킨 일본 제국 관동군이 만주 지역을 침공한 사건이다. 이후 일본군은 괴뢰 정권인 만주국을 세우고 제2차 세계 대전 직전까지 만주를 지배했다.

## 초기 점령
중국과 일본과의 분쟁은 1931년 7월 만보산 사건 사건으로 시작되어 9월 18일 만주사변으로 이어졌다. 만주사변이 일어난 같은 날 일본 대본영은 사건을 국지화하기로 결정하고 관동군에게 이와 같은 결정을 통보했다. 하지만 관동군 총사령관 혼조 시게루는 이를 무시하고 남만주 철도 전역으로 진군하고 점령하여 작전을 확장시키라는 명령을 내렸다. 타몬 지로 지휘 하의 제2사단은 철도를 따라 진격하여 안산 시, 하이청 시, 카이위안 시, 톄링 시, 푸순 시, 쓰핑 시, 창춘시, 화뎬 시, 잉커우 시, 단둥 시, 번시 시 등 1,175km 가까운 길이를 진격하였다.
마찬가지로 9월 19일에는 혼조 시게루 장군의 요청으로 한반도에 주둔해 있던 제20사단 조병사단의 일부를 떼어내어 제29혼성여단을 새로 편성해 만주로 파견했다. 이 모든 작전은 쇼와 천황의 재가 없이 이루어진 일이였다.
9월 20일부터 25일까지 일본군은 시온귀에 진, 창투 현, 랴오양 시, 랴오위안 시, 타오난 시, 지린성, 자오허 시, 룽화 진, 신민 시를 추가로 장악했다. 이를 통해 랴오닝성과 지린 성을 완벽히 정복하였고 한반도와 철도로 완전히 연결되었다.
한편 도쿄 사령부측에서는 중앙정부의 명령 없이 독단적으로 육군 작전이 이루어졌다는 것에 충격을 받았다. 일본 민정은 군부의 하극상적인 행동로 혼란에 빠졌으나 연이은 승전소식에 군부 반대 세력은 힘을 잃어버리고 제7사단 제14혼성여단을 시작으로 일본 본토에서 3개 보병사단을 추가로 지원해줬다. 이 시기, 육군과 해군이 헌법 내 존재로 인정받아 내각 형성에 필수적으로 된 이후로는 선출된 정부는 일본 제국 육해군에 묶인 신세가 되었다. 군의 지지 없이는 내각이 붕괴될 수 밖에 없었다.

## 분리 독립 움직임
랴오닝 성 정부가 선양 시에서 빠져나온 이후에는 "민족보전위원회"가 들어서 랴오닝 성의 중화민국으로부터의 독립을 천명했다. 그 외에도 신기린군의 지휘관 시차가 일본군이 점령한 지린 성에서, 장징후이가 하얼빈에서 분리주의 운동을 꾀했다. 10월 초에는, 일본군의 대량의 군수 물자 지원에 대한 보답으로 랴오닝 성 서북부의 타오난 시에서 장하이펑 장군이 분리독립을 선포했다.
10월 13일, 장하이펑 장군은 수징롱 장군 지휘하의 싱안교화군 3개 연대에게 헤이룽장 성의 주도인 치치하얼 시를 점령하라는 명령을 내렸다. 도시 내 방어군 일부가 항복하여 벽으로 둘러싸인 구도심을 내어줬으며, 장하이펑 장군은 조심스래 진격 허가를 내었다. 그러나 장하이펑 병력의 선봉대는 강둑 북쪽을 방어하던 공병대인 도우량펑 군대의 공격을 받아 큰 손실을 입었다. 이 전투 동안 넨장 철교가 마잔산을 따르는 군대에게 폭파되어 사용이 불가능해졌다.

## 중국군의 저항
넨 강 다리를 수리하겠다는 구실로 일본군은 11월 초 공병대 및 기타 부대를 파견했다. 마잔산은 중국 국민당의 일본군과의 교전 금지 수칙을 어기기로 하면서, 일본군과 헤이룽장 성의 실질적 지배자 마잔산의 부대와의 전투가 격화되었다.
이후 넨장 다리를 지키는 대에는 실패했으나 마잔산은 중국의 국가영웅이 되었고 중국 및 국제 언론에서 널리 보도되었다. 이로써 반일자원군에 더욱 많은 자원대가 들어오게 되었다.
다리를 수리하며 추가 진격작전을 위한 일본군 지원 열차가 다닐 수 있게 되었다. 11월 한달동안 제8사단의 제4혼성여단 등 추가 병력이 파견되었다.
1931년 11월 15일에는 5일부터 시작된 전투로 400명이 사망하고 300명 이상이 부상당하는 피해에도 불구하고 치치하얼의 마잔산 병력은 항복을 거부했다. 11월 17일에는 영하의 날씨에도 불구하고 타몬 지로의 일본군 3,500명이 공격을 시작했으며 11월 19일에는 치치하얼이 일본군에게 점령되었다.

## 남만주 작전
1931년 11월 말, 혼조 시게루는 폭격기의 호위를 받으며 13개 장갑열차 10,000명 병력을 선양 시에서 진저우시로 진격 명령을 내렸다. 진저우시에서 30km 정도 떨어진 지점까지 진격했을 때, 갑자기 후퇴하라는 명령을 받았다. 이 작전은 일본 육군성 장관 미나미 지로가 취소 명령을 내렸는데, 당시 도쿄의 일본의 내각총리대신 와카쓰키 레이지로가 후일의 일본-중국 평화회담을 보류하면서 국제 연맹이 만주와 중국 본토 사이 지역을 완충지대인 일종의 '중립지역'으로 두자는 안이 통과되었기 때문이었다.
하지만 중일 양측은 합의를 보지 못했다. 와카쓰키 내각은 곧 붕괴되었고 이누카이 쓰요시 총리대신이 이끄는 새 내각이 결성되었다. 국민당 정부와의 협상이 결렬되면서 일본 정부는 만주로의 추가 군대 증편을 승인했다. 12월에는 제20보병사단의 나머지 전부와 제19사단 제38혼성여단이 한반도에서 만주로 파견되었고, 제10사단 제8혼성여단이 일본 본토에서 만주로 파견되었다. 이 때 관동군의 총 병력은 60,450명에 달했다.
12월 21일부터는 강대한 일본군이 랴오닝 성과 지린 성의 지역 중국인 저항 운동을 진압하는 만주 대게릴라 작전을 시작하였다.
12월 28일에는 난징 정부의 모든 각료가 사임한 후 새 내각이 꾸려졌다. 이러한 움직임으로 군 사령부에 혼란이 가해져 중국군은 만리장성 남쪽 허베이성으로 퇴각하였으며 국제적으로 중국의 이미지가 나빠졌다. 1932년 1월 3일에는 일본군이 중국군이 후퇴하고 방치한 진저우를 점령했다. 다음날 일본군이 산하이관 구를 장악하면서 남만주를 완전 장악했다.

## 북만주 작전
남만주를 보호하기 위하여 일본군은 병력을 북쪽으로 돌려 북만주를 점령하기 시작했다. 장군 마잔산과 딩차오와의 협상은 친일 측의 배반으로 깨지면서 1월 초 대령 도이하라 겐지는 중국측 친일 장군 치아시의 요청을 받아 군대를 돌려 하얼빈을 점령하기로 하였다.
딩차오가 이끄는 북만주의 마지막 중국군 정규군은 치아시 군대에 맞써 하얼빈을 방어하였으나 이내 타몬 지로의 제2사단이 도착하면서 패퇴했다. 1932년 2월 4일 일본군은 하얼빈을 장악했다.
2월 말 마잔산은 일본군과 화의를 맺고 신생 괴뢰정권 만주국에 합류하여 헤이룽장 성의 주지사이자 전쟁부 장관이 되었다.
1932년 2월 27일, 딩차오가 적대 행위를 중단하고 정전한다는 발표를 함으로써 공식적으로 만주에서의 정규전은 끝났으나, 이후에도 만주의 중국인들은 게릴라전을 펼치며 일본군을 공격했으며 일본군은 수년간 만주 진압전을 펼쳐야 했다.

## 영향
서구 미디어에서는 이 침공에 대해 무고한 민간인을 폭격하거나 쉘쇼크 등의 피해자를 다룬 사진 등 일본군의 만행에 대해 중점적으로 다루었다. 이 보도들로 일본은 제2차 세계 대전이 끝날 때까지 상당한 반감을 가져왔다.
국제 연맹이 침공 지역으로 에드워드 불워 리턴을 파견하여 작성한 리턴 보고서에서는 중국이 어느 정도 일본을 자극하였고 중국은 만주를 실질적으로 점유하지 못했다고는 기록했으나 일본의 침공은 용인할 수 없다고 말했으며, 이에 대해 일본은 국제 연맹에서 탈퇴했다. 이러한 만주 위기로 인해 국제 연맹은 위신과 영향에 손상을 입었다.

## 같이 보기
- 중일전쟁
- 장개석
- 중국국민당
- 중화민국 국군
- 국민혁명군
- 장쉐량
- 아비시니아 위기

## 참고 문헌
- Coogan, Anthony (1994년). 《Northeast China and the Origins of the Anti-Japanese United Front》. Modern China, Vol. 20, No. 3 (Jul., 1994), pp. 282-314: Sage Publications.
- Matsusaka, Yoshihisa Tak (2003년). 《The Making of Japanese Manchuria, 1904-1932》. Harvard University Asia Center. ISBN 0-674-01206-2.
- 中国抗日战争正面战场作战记 China's Anti-Japanese War Combat Operations
  - Author : Guo Rugui, editor-in-chief Huang Yuzhang
  - Press : Jiangsu People's Publishing House
  - Date published : 2005-7-1
  - ISBN 7-214-03034-9
  - 中国抗日战争正面战场作战记 (China's Anti-Japanese War Combat Operations) Online in Chinese
    - 第二部分：从“九一八”事变到西安事变“九一八”事变和东北沦陷 "9/18" Emergency and Northeast falls to the enemy
    - 第二部分：从“九一八”事变到西安事变哈尔滨保卫战 The defense of Harbin